# Біляр (село)
Біля́р (рос. Биляр) — село в Можгинському районі Удмуртії, Росія.
Урбаноніми:
- вулиці — Квіткова
- провулки — Садовий

## Населення
Населення — 14 осіб (2010; 82 в 2002).
Національний склад станом на 2002 рік:
- росіяни — 88 %

## Історія
Прихід села був відкритий за розпорядженням Священного Синоду в 1833 році:
|  | …учредить новый приход и устроить для сего в деревне Биляр из имеющейся там часовни, временную церковь во имя Архистратига Михаила с определением к ней особого причта и с предположением со временем соорудить в оной деревне церковь каменную дозволить… |

Перша дерев'яна церква проіснувала до 1842 року, а в 1848 році був збудований новий кам'яний храм. За даними 10-ї ревізії 1859 року в 33 дворах казенного села Біляр проживало 230 осіб, були церква та млин. В 1896 році храм був розширений. На 1908 рік церква мала 3 престоли — середній Воскресенський, правий в ім'я Архангела Михаїла, лівий в ім'я Святителя Феодосія Чернігівського Чудотворця. В 1890-их роках в складі Єлабузького повіту була утворена Білярська волость. В 1924 році утворено Білярську сільську раду. 1939 року Воскресенський храм був закритий. 1954 року сільрада ліквідована і село перейшло до складу Старокаксинської сільської ради.